# Hans Riso
Hans Riso (* 16. März 1889 in Leipzig; † 1950) war ein deutscher Fußballspieler.

## Karriere

### Vereine
Riso gehörte dem FC Wacker 1895 Leipzig als Torwart an, für den er von 1904 bis 1914 in den vom Verband Mitteldeutscher Ballspiel-Vereine organisierten Meisterschaften durchgängig im Gau Nordwestsachsen seine Punktspiele bestritt. Aus der Abteilung B ging er mit seiner Mannschaft am Saisonende 1907/08 als Sieger hervor und gewann gegen den VfB Leipzig, dem Sieger der Abteilung A, das am 29. März 1908 ausgetragene Finale um die Meisterschaft im Gau Nordwestsachsen mit 7:3. Mit einem Freilos in die Meisterschaftsendrunde gestartet und mit einem 2:1-Sieg n. V. im Halbfinale gegen den Halleschen Fußballclub von 1896 ins Finale gekämpft, wurde auch dieses am 12. April 1908 in Halle an der Saale mit 3:2 n. V. gegen den Magdeburger FC Viktoria 1896, dem Gaumeister Mittelelbe, gewonnen. Ob des Erfolges war er mit der Mannschaft als Teilnehmer an der Endrunde um die Deutsche Meisterschaft qualifiziert. Seine einzigen beiden Endrundenspiele bestritt er am 3. Mai 1908 in Breslau beim 3:1-Viertelfinalsieg gegen den VfR 1897 Breslau und am 17. Mai 1908 in Magdeburg bei der 0:4-Niederlage gegen den späteren Meister BTuFC Victoria 89. Mit Ausbruch des Ersten Weltkriegs endete seine Fußballerkarriere.

### Auswahl-/Nationalmannschaft

Hans Riso (kniend)
und Mitspieler, die den Kronprinzenpokal 1909 gewannen.

Als Spieler der Auswahlmannschaft des Verbandes Mitteldeutscher Ballspiel-Vereine nahm er am Wettbewerb um den Kronprinzenpokal teil. Nach Siegen im Viertel- und Halbfinale gewann er das am 18. April 1909 in Berlin erstmals ausgetragene Finale eines deutschen Fußball-Pokalwettbewerbs gegen die Auswahlmannschaft des Verbandes Berliner Ballspielvereine mit 3:1.
In der Folgesaison schied er bei der 2:6 Halbfinalniederlage gegen die Auswahlmannschaft des Verbandes Süddeutscher Fußball-Vereine aus dem Wettbewerb aus, nachdem zuvor die Auswahlmannschaft des Norddeutschen Fußball-Verbandes mit 5:2 bezwungen werden konnte. In den folgenden Jahren wurde er von Johannes Schneider, dem Keeper des erfolgreichen VfB Leipzig, in der Auswahl vertreten.
Sein einziges Länderspiel für die A-Nationalmannschaft bestritt er am 3. April 1910 in Basel beim 3:2-Sieg über die Schweizer Nationalmannschaft. Im erst siebten Länderspiel des DFB debütierten ferner Karl Wegele auf Rechtsaußen und Marius Hiller auf Halbrechts; mit Walter Hempel von den Sportfreunden Leipzig war außer ihm noch ein Leipziger beteiligt.

## Erfolge
- Kronprinzenpokal-Sieger 1909
- Mitteldeutscher Meister 1908
- Meister Gau Nordwestsachsen 1908

## Sonstiges
- Riso war in Leipzig einer der Gründer des BC Arminia.
- Riso wird in der gängigen Literatur häufig auch als „Riso II“ bezeichnet, da Heinrich Riso, seinerzeit Abwehrspieler des VfB Leipzig, mit „Riso I“ bezeichnet wurde; beide Risos sind jedoch nicht miteinander verwandt.
- Riso war nach dem Ersten Weltkrieg am Theater als Schauspieler, Regisseur und Sänger aktiv. 1936 wurde er Lektor beim Deutschen Verlag.[1]